# 日本メソヂスト教会
日本メソヂスト教会（にほんメソヂストきょうかい）は、日本のプロテスタントの教派の一つで、1907年に設立されて、1941年に日本基督教団の成立時に、教団に吸収されるまで存在した。この派は第二次世界大戦後もほとんどが日本基督教団に残留した。

## 歴史
メソジスト監督教会、カナダ・ウェスレアン・メソジスト教会（1974年にカナダ・メソジスト教会と合同)、南メソジスト監督教会の三つをメソジスト三派という。
メソジスト三派は、宣教と教育を一致させたキリスト教学校教育の面で多くの業績を挙げ、青山学院、鎮西学院、関西学院、東洋英和学校（後の麻布中学）、東洋英和女学院、静岡英和女学院、広島女学院などの学校を主要都市に設立した。
このメソジスト三派の合同については早くから議論されていた。アメリカ・メソジスト監督教会日本総理から東洋英和学校の初代総理になったR・S・マクレイが、明治21年（1888年）に日本にある教会と、カナダ系の日本メソジスト教会の合同案を、アメリカ本国のメソジスト監督教会 (Methodist Episcopal Church) のニューヨーク総会に提出した。監督制度の堅持を条件にマクレイの請願が承認された。監督制度を認めない、カナダ系の日本メソジスト教会はこの決定に不満であったが、合同の動きは継続していた。そこで、南メソジスト監督教会がこの合同に参加を表明したので、三派合同への動きが始まった。
三派の合同の協力関係を推進するために、明治24年（1891年）に三派合同の機関紙『護教』が創刊された。さらに、日露戦争で合同の機運は盛り上がり、明治39年（1906年）に三派独立と独立教会の具体的なプログラムが作成された。アメリカの母団体側でも検討が進められた。日本側の合同推進は本多庸一を中心に進められた。
明治40年（1907年）5月22日から6月7日にかけて青山学院講堂で合同総会が開催された。新教会の初代監督に本多庸一が選出された。総会は代議員を決定し、常置委員を選出し、年会組織を決定し、総会は終了した。
新教会の成立後も宣教師たちは、総会や年会や部会の職についたり、以前と同じように日本人牧師と同じ活動をしていた。しかし、日本メソジスト教会の枠外で働いて別の教会を勝手に作ることは禁じられた。
明治44年（1911年）第二回総会で、伝道区が創設された。これは、伝道困難な地域を宣教師が引き受けて、ミッションの資金により開拓伝道を行う、特別区である。

## 年譜
- 1784年、アメリカでメソジスト監督教会が発足する。メソヂストとバプテストで二大教派を形成する。
- 1873年　アメリカのメソジスト監督教会が宣教師を派遣して、横浜、東京、長崎、函館を伝道の拠点にした。
- 本多庸一が弘前でメソジストに転向して、1883年に本多を中心として、日本年会を組織した。美以教会と呼ばれた。
- 1907年に、アメリカ・メソヂスト監督教会が、静岡を中心に伝道していたカナダ・メソヂスト監督教会、神戸を中心に大阪、京都に伝道していたアメリカ南メソヂスト監督教会のメソヂスト系の三教派が合同して誕生した。監督制をとった。初代監督は本多庸一である。
- 1912年　教職者235人、教会数144、会員数10558人になり、日本基督教会、日本組合基督教会と共に、戦前日本のプロテスタント三大教派の一つになった。
- 教職養成のために、青山学院の神学部と、関西学院の神学部が作られた。
- 1941年　日本基督教団成立の際に第二部になった。その際に日本美普教会も第二部に参加した。戦後も、今日までそのほとんどは教団内にとどまっている。

## 特徴
- メソジストの伝統にならって監督政治をとり、一人の監督が強大な権限を有していた。
- 教育事業を重んじて、青山学院、関西学院、鎮西学院、東奥義塾、弘前学院、ランバス女学院（聖和大学の前身校の一つ）、パルモア学院を経営した。
- 出版事業にも力を入れて、教文館を設立して、経営した。

## 歴代監督
| 代 | 監督 | 監督       | 在任時期        | 備考                                                                                    |
| -- | ---- | ---------- | --------------- | --------------------------------------------------------------------------------------- |
| 1  |      | 本多庸一   | 1907年 - 1912年 | 元弘前藩士、横浜バンド出身、旧米国メソジスト監督教会、東京英和学校(青山学院)第2代目院長 |
| 2  |      | 平岩愃保   | 1912年 - 1919年 | 元幕臣、旧カナダ・メソジスト教会代表、鎮西学院院長                                      |
| 3  |      | 鵜崎庚午郎 | 1919年 - 1930年 | 鎮西学院院長                                                                            |
| 4  |      | 赤澤元造   | 1930年 - 1936年 | 旧アメリカ南メソヂスト監督教会監督、第5代青山学院大学理事長                             |
| 5  |      | 釘宮辰生   | 1936年 - 1939年 | アメリカ南メソヂスト監督教会初の日本人監督                                              |
| 6  |      | 阿部義宗   | 1939年 - 1941年 | 青山学院第6代目院長、日本基督教団初代議長                                               |

## 主な牧師
- 大貫文七
- 中田久吉
- 別所梅之助